# Micheál Martin

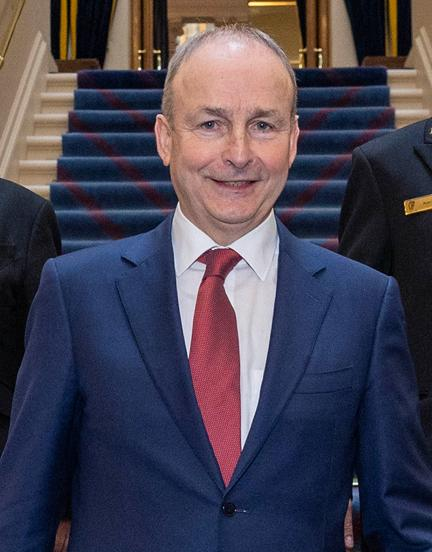
Micheál Martin (2025)

Micheál Martin (irisch Mícheál Ó Máirtín; * 1. August 1960 in Cork) ist ein irischer Politiker und seit Januar 2011 Vorsitzender der liberal-konservativen Partei Fianna Fáil. Von 2008 bis 2011 leitete er das Außenministerium seines Landes. Von 2020 bis 2022 war er erstmals Premierminister von Irland und leitete die Regierung Martin I; seit 2025 hat er dieses Amt erneut inne (Regierung Martin II). Von 2022 bis 2025 war er  stellvertretender Premierminister (Tánaiste) sowie Außen- und Verteidigungsminister in der Regierung Varadkar II und in der Regierung Harris.

## Werdegang
Micheál Martin wurde 1960 als Sohn von Paddy und Laura Martin in einer Vorstadt Corks geboren. Sein Vater war ein ehemaliger internationaler Boxer. Martin studierte am University College Cork. Danach war er als Lehrer tätig.
1985 wurde er erstmals in den Stadtrat von Cork gewählt. Von 1992 bis 1993 bekleidete er dort das Amt des Oberbürgermeisters (Lord Mayor of Cork). Zuvor war Martin 1989 im Wahlkreis Cork South-Central für die Fianna Fáil in den Dáil Éireann, das Unterhaus des irischen Parlaments, gewählt worden. Bei den folgenden Wahlen bis einschließlich 2011 konnte er in diesem Wahlkreis sein Mandat verteidigen und wurde 1997 mit dem erneuten Regierungsantritt seiner Partei Bildungsminister im Kabinett von Bertie Ahern. Dieses Amt behielt er bis zum 27. Januar 2000, als er Brian Cowen als Gesundheitsminister ersetzte. Dieser wiederum wurde Außenminister an Stelle des zurückgetretenen David Andrews.
Als Gesundheitsminister (ab 2002 Minister for Health and Children) setzte sich Martin für ein Rauchverbot in Irland ein und sorgte dafür, dass Irland das erste Land wurde, das ein Rauchverbot einführte. Seit dem 1. April 2004 gilt ein generelles Rauchverbot in öffentlichen geschlossenen Räumen und zum Schutz der Arbeitnehmer an allen Arbeitsplätzen, also auch in allen Pubs und Restaurants. Die Akzeptanz des Rauchverbots ist in Irland sehr hoch und dementsprechend hatte Martin als Gesundheitsminister eine hohe Popularität. Für seinen Einsatz erhielt er unter anderem diverse Auszeichnungen und Preise, zum Beispiel die Goldmedaille der European Society of Cardiology, die er als erster Ire erhielt. Im September 2004 wurde Martin zum Handelsminister (Minister for Enterprise Trade and Employment) ernannt. Dies blieb er bis zum Mai 2008, als er Außenminister im Kabinett von Brian Cowen wurde.
Anfang Januar 2011 kam es im irischen Parlament zur Vertrauensabstimmung über die Politik von Ministerpräsident Brian Cowen, die dieser überstand. Martin, größter innerparteilicher Kritiker von Cowen, verlangte jedoch auch, dass dieser von seinem Posten als Parteivorsitzender der Fianna Fáil zurücktreten solle. Als Cowen ablehnte, legte Martin am 18. Januar 2011 sein Amt als irischer Außenminister nieder. Nach dem doch noch vollzogenen Rücktritt von Cowen als Parteivorsitzender wurde Martin am 26. Januar 2011 zum achten Vorsitzenden der Fianna Fáil gewählt.
Nach den Wahlen zum Dáil Éireann am 8. Februar 2020 kam es zur Bildung einer Koalition aus Fianna Fáil, Fine Gael und der Green Party. Am 27. Juni 2020 wurde er mit den Stimmen der Koalitionsparteien zum Taoiseach gewählt. Die Koalitionsvereinbarung sah vor, dass zunächst Martin das Amt des Taoiseach (irischen Premierministers) 30 Monate innehabe und dann an Leo Varadkar (Fine Gael) abgeben würde. Dieser Wechsel des Amtes fand am 17. Dezember 2022 statt. Seitdem war Martin stellvertretender Premierminister (Tánaiste) sowie Außen- und Verteidigungsminister in der Regierung Varadkar II und ab dem 9. April 2024 in der Regierung Harris.
Bei den Wahlen zum Dáil Éireann 2024 konnte Fianna Fáil die meisten Sitze im Dáil Éireann erringen. Martin wurde daraufhin am 23. Januar 2025 erneut zum Taoiseach gewählt. Auch dieses Mal ist ein Amtswechsel mit dem Vorsitzenden von Fine Gael im Jahr 2027 vorgesehen.
In seiner Jugend gehörte Martin der Ógra Fianna Fáil, der Jugendorganisation seiner Partei, an und war auch deren Vorsitzender.
Martin ist verheiratet und hat drei erwachsene Kinder, zwei Söhne und eine Tochter. Eine weitere Tochter, die an einer schweren Herzerkrankung litt, starb im Oktober 2010 im Alter von sieben Jahren und ein weiterer Sohn starb im Jahr 2000 kurz nach der Geburt.